# Oedura bella
Espèce
Oedura bella est une espèce de gecko de la famille des Diplodactylidae.

## Répartition
Cette espèce est endémique d'Australie. Elle se rencontre dans l'Est du Territoire du Nord et dans l'Ouest du Queensland.

## Description
Oedura fimbria mesure jusqu'à 92 mm.

## Publication originale
- Oliver & Doughty, 2016 : Systematic revision of the marbled velvet geckos (Oedura marmorata species complex, Diplodactylidae) from the Australian arid and semi-arid zones. Zootaxa, no 4088 (2), p. 151–176.